# الحزب الشيوعي البلغاري - ماركسيون
الحزب الشيوعي البلغاري - ماركسيون (بلغة بلغارية: Българска комунистическа партия - марксисти) هو حزب السياسي في بلغاريا. أسس الحزب في عام 1990. رئيس اللجنة التنفيذية في الحزب بوريس بيتكوف.
وفي عام 1991 شارك الحزب في الانتخابات البرلمانية. وحصل الحزب على 7663 صوتا (0.14 ٪).
في انتخابات 1999 كان الحزب أخذ جزء من الأعضاء في التحالف 'اتحاد الأحزاب الشيوعية'.

## مصدر
1. ↑  "Официални резултати от изборите за народни представители". Математически колектив "Избори" (بالبلغارية). Archived from the original on 2017-12-25. Retrieved 2012-05-10.